# Emilie Pouget
Emilie Pouget (ur. 1983) – francuska wspinaczka sportowa. Specjalizowała się w prowadzeniu oraz we wspinaczce klasycznej. Wicemistrzyni świata we wspinaczce sportowej w konkurencji prowadzenie z 2003 roku.

## Kariera
W 2003 na mistrzostwach świata we francuskim Chamonix-Mont-Blanc wywalczyła srebrny medal we wspinaczce sportowej w konkurencji prowadzenie, w finale przegrała z Belgijką Muriel Sarkany.

## Osiągnięcia

### Mistrzostwa świata
| Konkurencje | 2001 | 2003 |
| Prowadzenie | 7    | 2    |

### Mistrzostwa Europy
| Konkurencje | 2002 |
| Prowadzenie | 5    |